# Middletown (Connecticut)
Middletown ist eine Stadt am Connecticut River im Bundesstaat Connecticut der Vereinigten Staaten. Die Stadt hat 47.648 Einwohner (United States Census 2010) und war Sitz der County-Verwaltung von Middlesex County vor deren Abschaffung 1960. Sie liegt 28 km südlich von Hartford, der Hauptstadt des Bundesstaates.
In Middletown befindet sich der Campus der Wesleyan University, die als eine der angesehensten Privatuniversitäten der Vereinigten Staaten gilt.

## Gaskraftwerk
Am 7. Februar 2010 ereignete sich im Kleen Power Plant, einem in Bau befindlichen 620-MW-Gaskraftwerk einige Kilometer östlich des Stadtzentrums, um 11:30 Ortszeit eine schwere Explosion, bei der es mehrere Tote gab. Die Explosion war in einem Umkreis von ca. 25 km zu spüren.

## Städtepartnerschaften
Middletown unterhält mit folgenden Städten eine Städtepartnerschaft:
- Melilli, Italien
- Cayey, Caserio de Buena Vista

## Söhne und Töchter der Stadt
- Samuel Mattocks (1739–1804), Politiker, Offizier der Kontinentalarmee und Treasurer von Vermont
- Return Jonathan Meigs, Jr. (1764–1825), demokratisch-republikanischer Politiker
- Samuel D. Hubbard (1799–1855), US-Postminister
- Stephen F. Chadwick (1825–1895), Gouverneur von Oregon
- Ellsworth C. Phelps (1827–1913), Komponist und Organist
- Frederic Grant Gleason (1848–1903), Komponist, Musikpädagoge und -kritiker
- Frederick William True (1858–1914), Biologe
- Reginald De Koven (1859–1920), Komponist
- Edward Burr Van Vleck (1863–1943), Mathematiker
- Adelaide Alsop Robineau (1865–1929), Porzellanmalerin und Keramikerin
- Dean Acheson (1893–1971), US-Außenminister
- Maurice Rose (1899–1945), Offizier, Generalmajor
- John Spellman (1899–1966), Ringer
- John H. van Vleck (1899–1980), Physiker
- Allie Wrubel (1905–1973), Saxophonist, Songwriter und Komponist
- Tony Pastor (1907–1969), Jazz-Saxophonist, Sänger und Bandleader
- Jules Dassin (1911–2008), Filmregisseur
- Bill Watrous (1939–2018), Jazzposaunist
- David Webb Peoples (* 1940), Drehbuchautor
- James Naughton (* 1945), Schauspieler
- David Gates (* 1947), Journalist und Schriftsteller
- Tom Shaka (* 1953), Bluesmusiker
- Phillip Stekl (* 1956), Ruderer
- Susan Bysiewicz (* 1961), Politikerin
- Chauncey Hardy (1988–2011), Basketballspieler
- Joey Logano (* 1990), Autorennfahrer